# Закон о защите расы
«Закон о защите расы» (королевский декрет-закон № 1728 «Мероприятия по защите итальянской расы», итал. regio decreto legge «Provvedimenti per la difesa della razza italiana», «расовый закон») — расистский закон, принятый в фашистской Италии 17 ноября 1938 года.

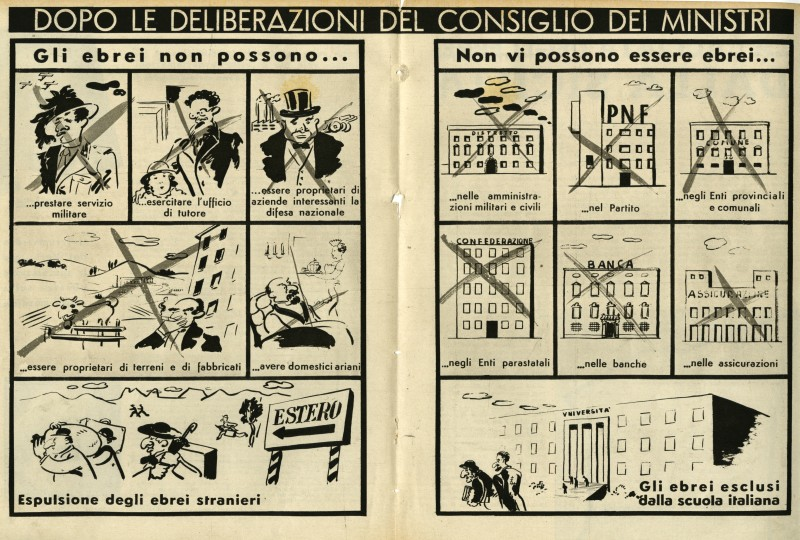
Разъяснение антиеврейских ограничений

## Предыстория
Изначально итальянский фашизм не уделял особого внимания «вопросам расы», и не был враждебен по отношению к евреям. Однако, в ходе подготовки к началу итало-эфиопской войны в 1934 году в фашистской пропаганде зазвучал тезис о «превосходстве белой расы», который в 1937—1938 гг. вылился в сегрегационные меры по отношению к «цветному» населению итальянских колоний. Одновременно происходило сближение фашистской Италии с нацистской Германией, стоявшей на позициях воинствующего расизма и антисемитизма. Итогом этого стало опубликование 14 июля 1938 г. «Манифеста о расе», а в сентябре-ноябре 1938 г. — серии расистских антисемитских законов, важнейшим из которых был королевский декрет-закон от 17.11.1938 № 1728 «Мероприятия по защите итальянской расы».

## Содержание закона
Закон запрещал смешанные браки итальянцев с «неарийцами», запрещал евреям заниматься предпринимательской деятельностью и содержать «арийскую» прислугу, а также давал определения принадлежности к «еврейской расе».

## Отмена закона
25 июля 1943 года Муссолини был свергнут. В сентябре 1943 года Южная Италия была занята англо-американскими войсками, а Северная и Средняя Италия — германскими войсками. На территории, контролируемой немцами, была создана марионеточная Республика Сало. 14 ноября 1943 года в Республике Сало был принят Веронский манифест, после чего политика по отношению к евреям значительно ужесточилась по сравнению с законами 1938 года. На территории, контролируемой англо-американцами, расистские законы были отменены 20 января 1944 года.